# アルタ・ベラパス県
座標: 北緯15度30分 西経90度20分 / 北緯15.500度 西経90.333度
アルタ・ベラパス県（アルタ・ベラパスけん、スペイン語: Departamento de Alta Verapaz）は、グアテマラ北中部の県。県都は最大都市でもあるコバンである。北でペテン県と、東でイサバル県と、南でサカパ県、エル・プログレソ県およびバハ・ベラパス県と、西でキチェ県とそれぞれ接する。
主要な町にチセク、サン・ペドロ・カルチャ、サン・クリストバル・ベラパスが挙げられる。

## 地形・気候
アルタ・ベラパス県は北部が低く南部が高くなっており、気候は標高に応じて異なる。県の南東部には標高2375メートルに達するラス・ミナス山脈が東西に走る。県都コバンの標高は約1500メートルと首都グアテマラシティとほぼ同じで、気温も同じくらいだが、湿度はずっと高く、霧と小雨の混じったような天候が続く。北部低地は高温で極端に多湿である。雨季と乾季の区別が存在するが、乾季は2月から4月とグアテマラのほかの地域に比べて短い。
カアボン川とポロチク川の2つの川が東に向かって流れる。2つの川は東のイサバル県で合流し、イサバル湖に注ぐ。西のキチェ県との県境付近をチクソイ川が北に流れる。
雲霧林が発達し、グアテマラの国花のモンハ・ブランカや、国鳥であるケツァールが生息する。

## 人口
2011年の統計によるとアルタ・ベラパス県の人口は111万9823人だった。ケクチ族が79.1パーセントを占め、先住民以外は10.3パーセントだった。ケクチ族のほかにポコムチ族も住む。

## 歴史
先コロンブス期、この地方はマヤ文明の範疇だった。カンクエン遺跡はアルタ・ベラパスの北の県境から少しペテン県側にはいったところにある。
1520年代にコンキスタドールが到来し、いまのグアテマラ南部を征服したが、現在のアルタ・ベラパスおよびバハ・ベラパス県にあたる地域では先住民の頑強な抵抗に遭いいったん撤退した。この地はナワトル語でテスルトラン、すなわち「戦いの地」と呼ばれて恐れられた。ドミニコ会のバルトロメ・デ・ラス・カサスらは1537年にこの土地を訪れ、先住民の領主をキリスト教に改宗することに成功した。テスルトランは「真の平和」を意味するベラパスと改名された。彼らは先住民の教化に成功し、流血を避けてスペイン王の支配に組み入れることができた。
スペイン植民地時代を通じてベラパスの地はドミニコ会の支配下にあり、それ以外のスペイン人が住むことは許されなかった。この点は他の地域と大きく異なる。
グアテマラの独立後、19世紀後半にはコーヒー豆の主要な産地になった。1871年に自由主義的改革が行われ、教会の土地はコーヒーのプランテーションに変化した。外国人、とくにドイツ人がこの地に移住してプランテーション経営を独占した。第二次世界大戦が始まると、アメリカ合衆国によってドイツ人は追放された。
コーヒーをホンジュラス湾岸から輸出するために、19世紀末にベラパス鉄道が建設された。1965年に運行停止した（グアテマラの鉄道を参照）。
1980年代はじめのグアテマラ内戦では政府軍が対ゲリラ作戦としてケクチ族の村を破壊した。ケクチ族はほとんどゲリラに参加していないにもかかわらず、何千人もが家を失って逃亡生活を送らなければならなかった。
メキシコ麻薬戦争のあおりを受け、県内には2010年12月にロス・セタス・カルテルの一味が侵入し、主要な町々を掌握した。12月19日にグアテマラ政府は県下に非常事態令を発令、軍と警察が動員され、容疑者を令状なしで逮捕していった。少なくとも16軒の建物が捜索された。

## 下位行政区
下記の17市からなる。
1. チャアル市 (Chahal)
2. チセク市 (Chisec)
3. コバン市 (Cobán)
4. フライ・バルトロメ・デ・ラス・カサス市 (Fray Bartolomé de las Casas)
5. ランキン市 (Lanquín)
6. パンソス市 (Panzós)
7. ラスルア市 (Raxruha)
8. サン・クリストバル・ベラパス市 (San Cristóbal Verapaz)
9. サン・フアン・チャメルコ市 (San Juan Chamelco)
10. サン・ペドロ・カルチャ市 (San Pedro Carchá)
11. サンタ・クルス・ベラパス市 (Santa Cruz Verapaz)
12. サンタ・マリーア・カアボン市 (Santa María Cahabón)
13. セナウ市 (Senahú)
14. タクティク市 (Tactic)
15. タマウ市 (Tamahú)
16. トゥクル市 (Tucurú)
17. サンタ・カタリーナ・ラ・ティンタ市 (Santa Catalina la Tinta)